# Pseudacris illinoensis
Pseudacris illinoensis är en groddjursart som beskrevs av Smith 1951. Pseudacris illinoensis ingår i släktet Pseudacris och familjen lövgrodor. Inga underarter finns listade i Catalogue of Life.